# Jos Verbeeck
Pour les articles homonymes, voir Verbeeck.

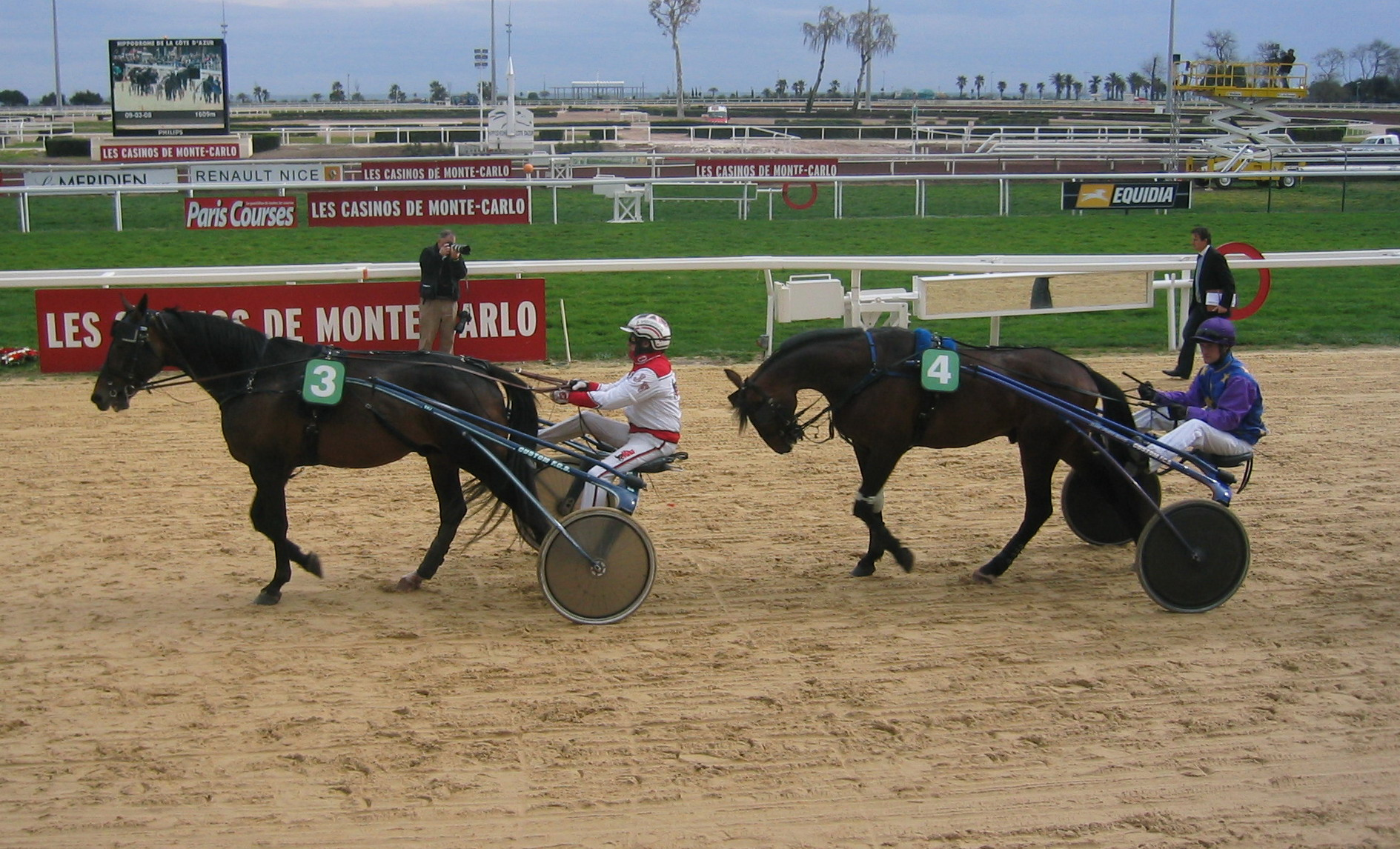
Jos Verbeeck au sulky de Lass Drop (no 3) dans le Critérium de vitesse de Cagnes–sur–Mer en 2008.

Jos Verbeeck, de son vrai nom Joseph Verbeeck, né le 6 février 1957 à Diest (Belgique), est un driver belge, spécialiste du trot attelé.

## Carrière
Jos Verbeeck commence comme jockey au trot monté dès l'âge de 14 ans. À 15 ans et demi, il compte déjà 70 victoires dans cette spécialité. Il devient alors professionnel au trot attelé et rentre au service de Darby Farm, la meilleure écurie belge de l'époque. Après 9 ans dans cette écurie, et quelques incursions pour des courses en Italie en Allemagne et aux États-Unis, il tente sa chance en France et s'installe à Grosbois dans l'écurie Peupion. Il court pour la première fois en France le 26 juillet 1984, mais doit attendre un an avant de remporter sa première victoire. 
À partir de 1990, il décide de louer ses services de driver, c’est-à-dire qu'il drive à la demande. Grâce à ses nombreuses victoires, notamment avec le champion canadien Sea Cove, il est l'un des drivers européens les plus recherchés, et ce d'autant qu'il n'hésite pas à courir un peu partout : Suède, Italie, Allemagne, France… Il remporte le Sulky d'or en 1995, 1996, 1997 et 1999. Il est en outre l'un des drivers les plus titrés dans le Prix d'Amérique, qu'il a remporté quatre fois (Sea Cove en 1994, Abo Volo en 1997, Dryade des Bois en 1998 et Abano As en 2003).
Le 12 novembre 2015, Jos Verbeeck se voit retirer sa licence lui permettant de driver en France, à la suite d'un jugement le condamnant pour des faits de fraude fiscale en matière d’impôts sur le revenu et de TVA. Il totalise alors 3 381 victoires sur le sol français. 

## Palmarès
France

### Groupe 1
- Prix d'Amérique – 4 – Sea Cove (1994), Abo Volo (1997), Dryade des Bois (1998), Abano As (2003)
- Prix de France – 1 – Sea Cove (1993)
- Prix de Paris – 2 – Abo Volo (1996), Remington Crown (1999)
- Grand Critérium de vitesse de la Côte d'Azur – 3 – Sea Cove (1993), Remington Crown (1999), Timoko (2013)
- Prix René-Ballière – 2 – Sea Cove (1993, 1994)
- Critérium des 3 ans – 1 – Kesaco Phedo (2001)
- Critérium des 4 ans – 1 – Bird Parker (2015)
- Critérium des 5 ans – 1 – Jasmin de Flore (2002)
- Critérium continental – 2 – Mr Lavec (1995), Qualita Bourbon (2008)
- Prix de Sélection – 2 – Kaisy Dream (2002), Kiwi (2003)
- Prix de l'Atlantique – 2 – Jag de Bellouet (2004), Timoko (2013)
- Prix Albert-Viel – 1 – Axelle Dark (2013)

### Groupe 2
- Prix d'Été – 4 – Habsburg (1992), Abo Volo (1995), Remington Crown (1998), Olga du Biwetz (2008)
- Prix de La Haye – 4 – Roseau du Coglais (1993), Abo Volo (1995), Jeanbat du Vivier (2004), Perlando (2009)
- Prix Jean–Luc Lagardère – 3 – Abo Volo (1995), Joyau d'Amour (2005), Perlando (2009)
- Grand Prix du Conseil général des Alpes-Maritimes – 3 – Eli Cal (2000), Joyau d'Amour (2005), Timoko (2013)
- Grand Prix du Sud-Ouest – 3 – Sea Cove (1993), Abo Volo (1995), Timoko (2013)
- Prix de Washington – 2 – Remington Crown (1999), Timoko (2013)
- Prix des Ducs de Normandie – 2 – Abo Volo (1996, 1997)
- Prix de l'Union européenne – 2 – Itou Jim (2003), Kito du Vivier (2006)
- Prix de Buenos-Aires – 2 – Jeanbat du Vivier (2004), Perlando (2011)
- Prix de Bretagne – 2 – Abo Volo (1996), Olga du Biwetz (2008)
- Prix de Belgique – 1 – Remington Crown (1999)
- Prix de Bourgogne – 1 – Abo Volo (1997)
- Prix du Bourbonnais – 1 – Sea Cove (1992)
- Prix Kerjacques – 1 – Abo Volo (1996)
- Prix Chambon-P – 1 – Abo Volo (1996)
- Prix du Plateau de Gravelle – 2 – Kool du Caux (2003), Infinitif (2006)
- Clôture du Grand National du trot – 1 – Kito du Vivier (2005)
- Prix de la Côte d'Azur – 1 – King Europa (2000)
- Prix Jean-Le-Gonidec – 5 – Hiosco du Vivier (1995), Mr Quickstep (1998), Royal Gull (2002), Kiwi (2003), Mage de la Méritée (2005)
- Prix Jockey – 4 – Fabuleuse Véa (1998), Royal gull (2002), Kiwi (2003), Derrick di Jesolo (2005)
- Prix Maurice-de-Gheest – 4 – Gildas Meslois (1997), Quido du Goutier (2007), Brillantissime (2014), Cahal des Rioults (2015)
- Prix Ovide-Moulinet – 3 – As d'Espiens (1993), Ispalion Jarzéen (2001), Ready Cash (2010)
- Prix Henri-Levesque – 3 – Fière Lady (1998), Kiwi (2003), Mage de la Méritée (2005)
- Prix Reine du Corta – 3 – Dira (1994), Sanawa (2009), Union d'Urzy (2011)
- Prix Roederer – 2 – Com Karat (2001), Royal Gull (2002)
- Prix Doynel de Saint–Quentin – 2 – Carpe Diem (1995), Pegasus Boko (2003)
- Prix Ariste-Hémard – 2 – Hiosco du Vivier (1994), Tamara Jiel (2011)
- Prix Albert-Demarcq – 2 – Fière Lady (1998), Jenko (2002)
- Prix Kalmia – 2 – Tucson (2010), Brillantissime (2014)
- Prix Robert-Auvray – 2 – Easy to Drive (1997), Kiwi (2003)
- Prix Jules-Thibault – 2 – Mage de la Méritée (2004), Perlando (2007)
- Prix Paul-Viel – 2 – Tucson (2010), Atlas de Joudes (2013)
- Prix Paul-Karle – 2 – Kesaco Phedo (2001), Brillantissime (2014)
- Prix Guy-Le-Gonidec – 2 – Kapitano (2002), Qualita Bourbon (2008)
- Prix Annick-Dreux – 2 – Orphea de Nay (2005), Union d'Urzy (2011)
- Prix Masina – 2 – Dira (1994), Nina des Racques (2004)
- Prix Gélinotte – 2 – Axelle Dark (2013), Be My Girl (2014)
- Prix Uranie – 2 – Sanawa (2009), Axelle Dark (2013)
- Prix Roquépine – 2 – Dira (1994), Liberté (2002)
- Prix Octave-Douesnel – 1 – Olitro (2006)
- Prix Jacques-de-Vaulogé – 1 – Kesaco Phedo (2001)
- Prix Louis-Jariel – 1 – Fabuleuse Vea (1996)
- Prix Abel-Bassigny – 1 – Nobody du Chêne (2004)
- Prix Charles-Tiercelin – 1 – Levant de Saintile (2003)
- Prix de Croix – 1 – Ispalion Jarzéen (2001)
- Prix Phaéton – 1 – Chilli T. Dream (2001)
- Prix Éphrem-Houel – 1 – Kaisy Dream (2002)
- Prix Emmanuel-Margouty – 1 – Brillantissime (2013)

 Italie
- Grand Prix UNIRE – 3 – Triple T. Storm (1996), Java Darche (2004), Kool du Caux (2006)
- Grand Prix de la Loterie – 1 – Remington Crown (1999)
- Grand Prix de la Côte d'Azur – 2 – Gigant Neo (2005), Un Mec d'Héripré (2017)
- Grand Prix Continental – 1 – Zorro Photo (2010)
- Prix d'Europe – 1 – Kaisy Dream (2002)
- Grand Prix Orsi Mangelli – 1 – Conway Hall (1998)
- Grand Critérium des 2 ans – 1 – Demonia Roma (2015)

 Suède
- Elitloppet – 2 – Sea Cove (1993), Remington Crown (1999)
- Hugo Åbergs Memorial – 1 – Sea Cove (1993)
- Åby Stora Pris – 1 – Sea Cove (1992)
- Sundsvall Open Trot – 1 – Remington Crown (1999)

 Norvège
- Grand Prix d'Oslo – 2 – Sea Cove (1992), Huxtable Hornline (1998)

 Danemark
- Copenhague Cup – 1 – Triple T. Storm (1996)

 Finlande
- Finlandia Ajo – 2 – Dryade des Bois (1998), Kiwi (2003)
- Kymi Grand Prix – 2 – Dryade des Bois (1998), Aubrion du Gers (2018)

 Allemagne
- Grand Prix d'Allemagne – 1 – On Track Piraten (2012)
- Elite-Rennen – 2 – Sea Cove (1992, 1993)
- Grosser Preis von Bild – 2 – Sea Cove (1992, 1993)
- Grand Prix de Bavière –1 – Sea Cove (1993)
- Breeders Crown–Rennen (Berlin) – 1 – Abano As (2004)

 Belgique
- Grand Prix de Wallonie – 2 – Olga du Biwetz (2008), Timoko (2013)

 Pays-Bas
- Prix des Géants – 4 – Dryade des Bois (1997), Remington Crown (2000), Norgino (2007), Blé du Gers (2019)

 Suisse
- Prix du Président – 4 – Kito du Vivier (2005), Olga du Biwetz (2008), Bird Parker (2017), Aubrion du Gers (2018)

 Europe
- Championnat européen des 5 ans – 2 – Remington Crown (1998), Kiwi (2003)
- Grand Prix de l'UET – 1 – Qualita Bourbon (2008)
- Grand Circuit européen – 2 – Sea Cove (1992, 1993)